# Gabriela Mistral
Gabriela Mistral, pseudônimo escolhido de Lucila de María del Perpetuo Socorro Godoy Alcayaga (Vicuña, 7 de abril de 1889 — Nova Iorque, 10 de janeiro de 1957), foi uma poetisa, educadora e diplomata chilena, agraciada com o Nobel de Literatura de 1945 "por sua poesia lírica, inspirada por fortes emoções, que fez de seu nome um símbolo das aspirações idealistas de todo o mundo latino-americano", sendo o primeiro ganhador do Nobel de Literatura da América Latina.
Os temas centrais de sua obra são: o amor entre pares, a maternidade, a terra, a morte, além de abordagens quanto à mestiçagem e a cultura indígena. Seus principais trabalhos são: "Desolación", 1922, 'Ternura", 1924, "Tala", 1938 e "Poema de Chile", 1967.
Filha de um poeta diletante, começou a escrever poesia como professora em sua pequena cidade. Mistral lecionou no ensino fundamental e médio por muitos anos, até sua poesia a tornar famosa. Ela desempenhou um papel importante nos sistemas educacionais do México e do Chile, atuou em comitês culturais da Liga das Nações e foi cônsul do Chile em Nápoles, Madrid e Lisboa, além de ensinar literatura espanhola nos Estados Unidos: na Universidade Columbia, no Middlebury College, no Vassar College e também na Universidade de Porto Rico.
Mistral também esteve envolvida em questões sociopolíticas e era uma conhecida redatora de artigos de opinião para os principais jornais de seu país natal, o Chile.

## Biografia

### Origem e família

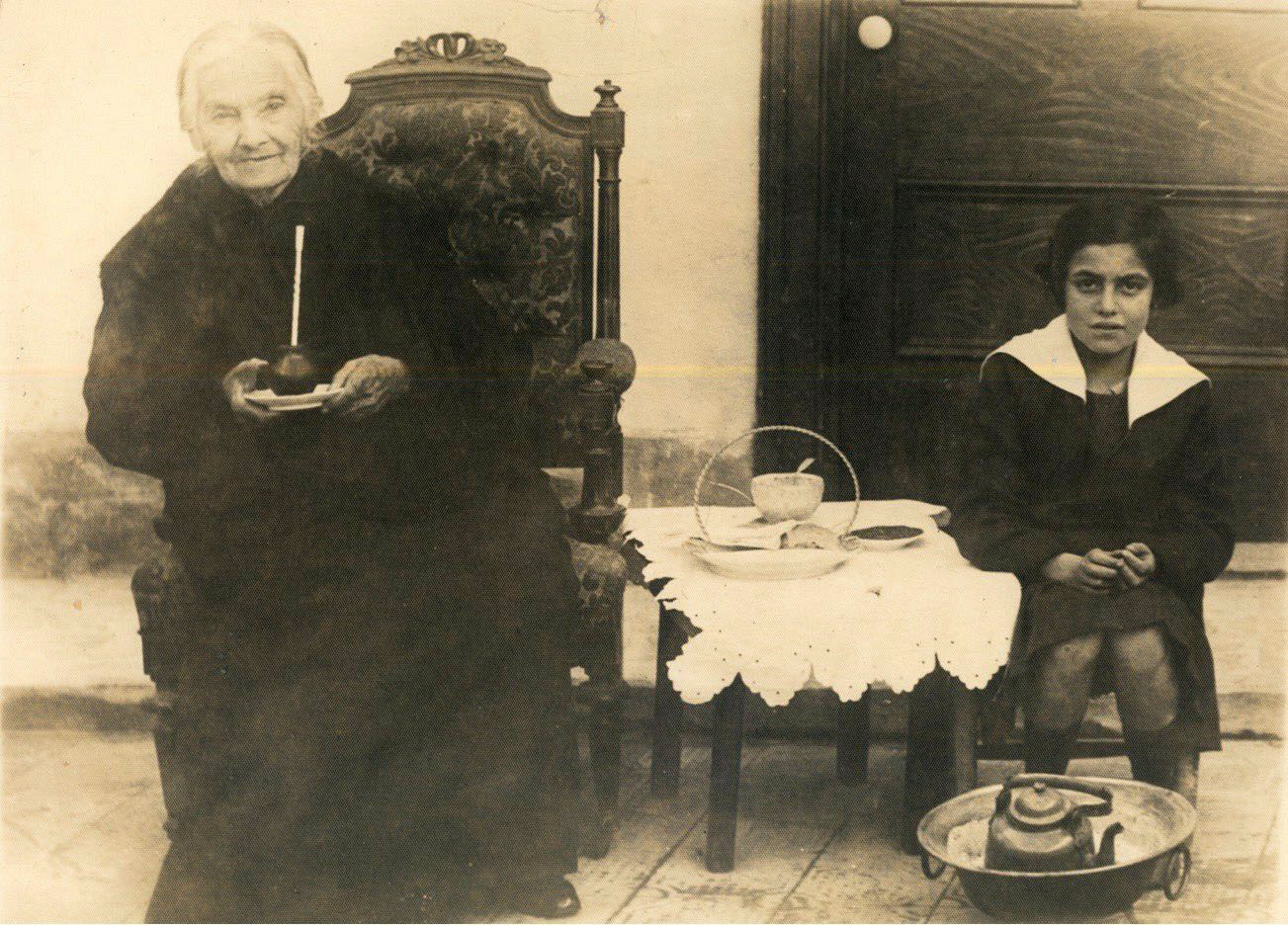
Gabriela Mistral criança, junto à sua avó paterna.

Nascida Lucila de María del Perpetuo Socorro Godoy Alcayaga, em Vicuña, no Valle del Elqui, era filha de Juan Jerónimo Godoy Villanueva, professor e poeta, natural de San Félix, e de Petronila Alcayaga Rojas, ambos de ascendência espanhola. 
Lucila passou sua infância em diversas localidades do vale de Elqui, na atual Região de Coquimbo. Com dez dias de idade, seus pais a levaram de Vicuña para La Unión (atualmente conhecido como Pisco Elqui). Entre os três e os nove anos, viveu na pequena localidade de Montegrande, lugar o qual foi considerado pela poetisa  como sendo sua cidade natal e ao qual se refere como o seu «amado povoado». Foi ali onde a poetisa quis ser sepultada.
Seu pai abandonou a família quando ela tinha apenas três anos de idade, porém, apesar do abandono, a jovem Lucila sempre nutriu grande carinho pela figura paterna. Segundo ela, foram as leituras de alguns poemas de autoria de seu pai que despertaram o seu amor pela poesia. A mãe de Lucila faleceu no ano de 1929, a quem lhe dedicou a primeira parte de seu livro Tala, que chamou de: Muerte de mi Madre.

### Tragédia Pessoal
Em 1907, Lucila conhece Romelio Ureta Carvajal, ferroviário que se torna, por pouco tempo, seu pretendente. Com o propósito de ganhar dinheiro nas minas, Ureta parte para o norte, prometendo a Lucila que se casariam quando ele voltasse. No seu regresso, ocorrido pouco depois, a relação entre os dois rompe-se e o rapaz inicia um nova relacionamento com uma outra mulher. Em 1909, após ser acusado de roubar dinheiro da ferrovia onde era funcionário, Romelio Ureta suicida-se. Em seu colete havia um cartão e uma foto da escritora, o que a faz ser considerada, inicialmente, a causa dessa morte, o que Lucila sempre negará, alegando que já não mantinham nenhum contato.  Entretanto, a tragédia marcaria e influenciaria boa parte de sua obra literária na década seguinte.

### Formação docente

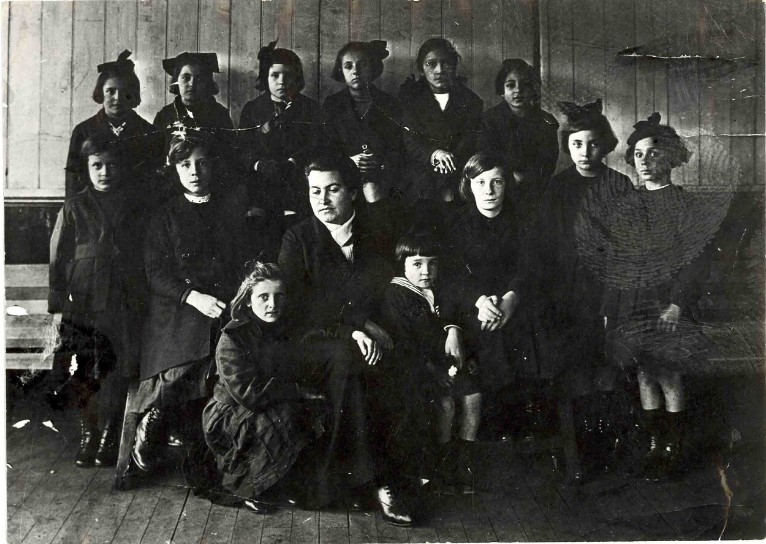
Gabriela Mistral e ex-alunas do Liceo de Punta Arenas em 1919

Educada em sua cidade natal, em especial pela irmã mais velha, Emelina, começou a trabalhar como professora primária em 1903. Sendo autodidata, fez a prova nacional para professores na Escola Normal Nº1 de meninas de Santiago, obtendo o título de "Mestra". Trabalhou como professora em diversas escolas, como em La Serena, Barrancas, Traiguen, Antofagasta, Los Andes, Punta Arenas, Temuco e Santiago. Sua carreira como funcionária escolar durou cerca de vinte anos. 
Em 1918 assume como diretora do "Liceo de niñas de Punta Arenas". E em 1921, é vez de dirigir a "Escola Secundária de Santiago", que era a escola secundária para meninas mais prestigiada do Chile.
Enquanto trabalhava em Temuco, onde foi nomeada diretora do Liceo de Niñas (escola para meninas patrocinada pelo Estado), já sob o pseudónimo de Gabriela Mistral conheceu o futuro Nobel de Literatura de 1971 e conterrâneo, Pablo Neruda (1904-1973), à época com dezesseis anos, apresentando-o à obra de poetas europeus e escritores russos. Neruda confessou-se tímido demais para mostrar-lhe suas obras e, anos mais tarde, dedicou-lhe algumas palavras calorosas em seu livro de memórias Confesso que vivi: "Naquela época chegou a Temuco uma senhora alta, com vestidos muito longos e sapatos de salto baixo. Ela era a nova diretora da escola secundária feminina. [...] O nome dela era Gabriela Mistral […]. Eu a vi muito poucas vezes. O suficiente para que toda vez saísse com alguns livros com os quais me presenteava. Eram sempre romances russos, consciderados por ela como os mais extraordinários da literatura mundial. Posso dizer que Gabriela me embarcou naquela visão séria e terrível dos romancistas russos e que Tolstoi, Dostoiévski, Tchekhov... entraram na minha predileção mais profunda".

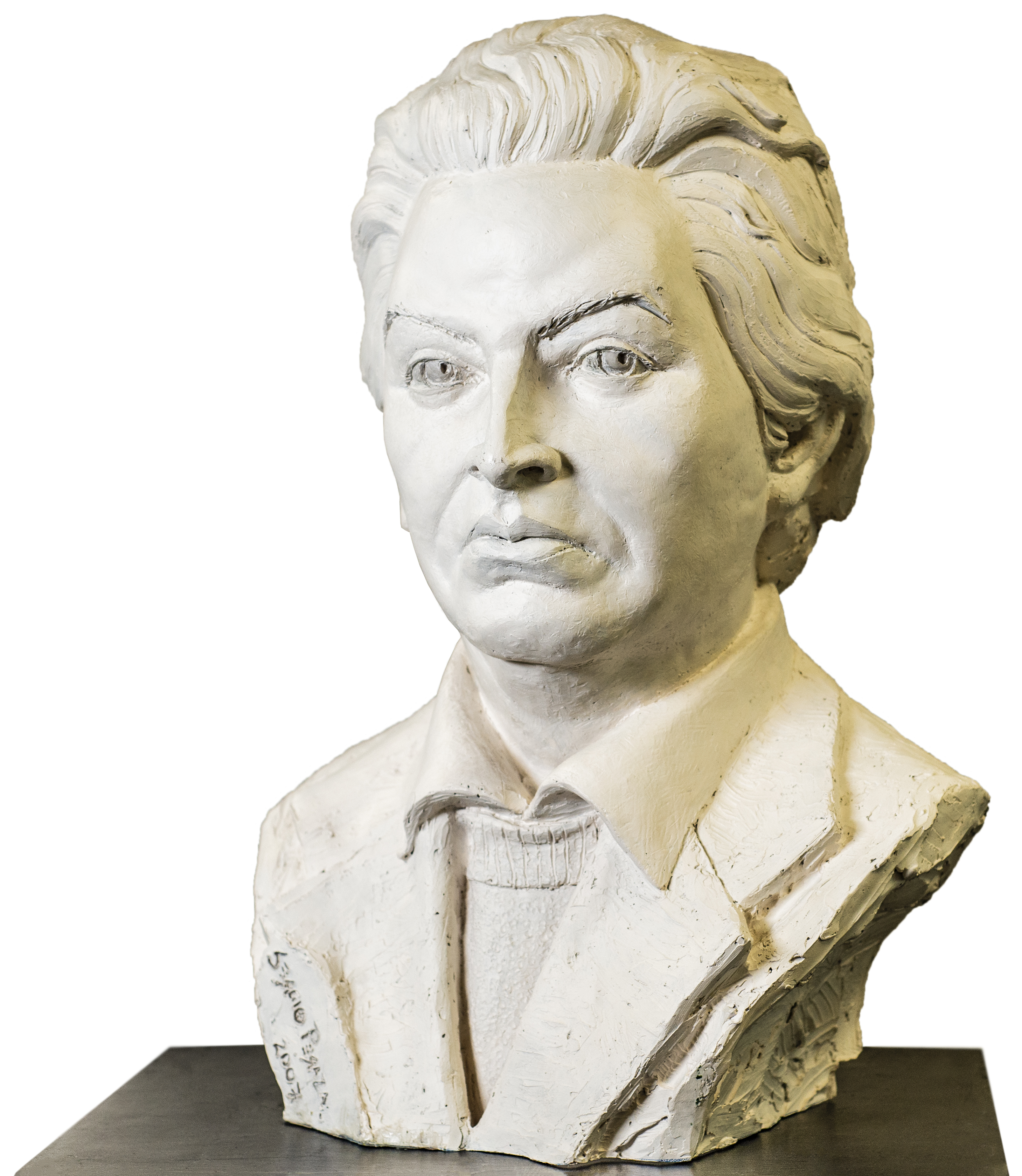
Busto de Gabriela Mistral em El Colegio do México

Em 1922 é convidada pelo Ministério da Educação do México a trabalhar nos planos de reforma educacional daquele país, a cargo do filósofo e ministro de educação, José Vasconcelos.  Mistral fez parte de uma equipe que, ao mesmo tempo que se esforçava para criar um sistema de ensino público, reformou escolas e bibliotecas e investiu na alfabetização, principalmente, da parte mais carente da população. Ela é creditada por ajudar a desenvolver modelos de escolas públicas no Chile e no México. Permaneceu no México por dois anos e após a sua saída, as autoridades educativas ergueram vários monumentos em reconhecimento ao seu trabalho à educação do país.

## Carreira Literária

### Primeiros escritos
Aos treze anos, em 1903, Lucila começou a escrever seus primeiros versos. No ano seguinte, surge no jornal El Coquimbo sua primeira publicação, o conto “A Morte do Poeta” , que assina com seu nome verdadeiro. E já no ano seguinte passa a colaborar no jornal La Voz de Elqui publicando artigos sob o nome de Lucila e utilizando pseudônimos como: Soledad, Alguém, Alma, Alejandra Fussler, e aquele que mais tarde a acompanharia para sempre, Gabriela Mistral.
A partir de 1912, começa ter vários poemas seus publicados em revistas prestigiadas como a Sucesos, a Revista de Educación Nacionale, Norte y Sur e a revista Elegancias, dirigida por Rubén Darío.

### De Lucila a Gabriela e os "Sonetos da Morte"
Em 1914, envia um conjunto de poemas para os Jogos Florais de Santiago, concurso organizado pela Sociedade de Artistas e Escritores do Chile, intitulados como Sonetos de La muerte [Sonetos da Morte], três elegias nos quais ela demonstra seu amor por Romélio e reivindica o direito de possuí-lo depois da morte. A partir deste concurso adotou definitivamente o pseudônimo Gabriela Mistral, advindo de sua admiração pelos escritores Gabriele D'Annunzio e Frédéric Mistral.

### "Desolação" e obras posteriores

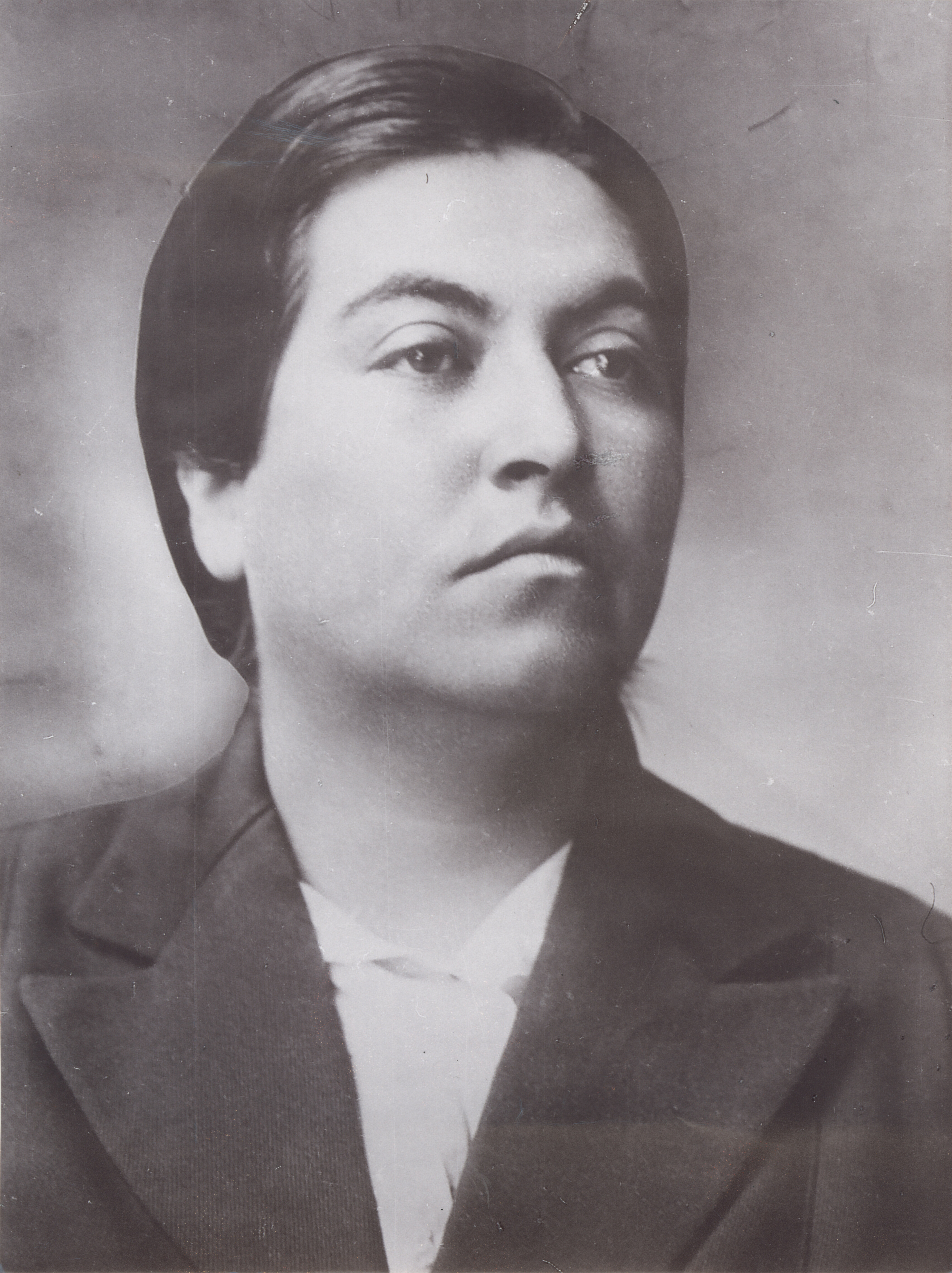
Gabriela Mistral (1922)

Por iniciativa do crítico espanhol Federico de Onís, seu primeiro livro de poesias, "Desolación" [Desolação], foi publicado em 1922 nos Estados Unidos pela editora do Instituto de las Españas de Nova York. A obra é dedicada a Pedro Aguirre Cerda, figura essencial na carreira do poeta, e a Juana de Aguirre. A estrutura da coletânea de poemas – que se divide nas seções “Vida”, “Escola”, “Crianças”, “Dor” e “Natureza” – permite observar que muitos dos temas mistralianos já aparecem delineados neste primeiro livro. "Desolación" solidificou sua reputação literária. Os “Sonetos de la muerta” são apresentados nele e muitos dos poemas foram escritos uma década antes da publicação da obra. Infundida com notas de um lamento amargo, a poesia reflete a tristeza e o desespero de Mistral ante a vida e à morte.
Em 1923, organiza a antologia de prosa e poesia intitulada "Lecturas para mujeres" [Leituras para Mulheres]. A obra reúne textos e poemas de escritores clássicos e modernos. A própria Mistral  contribuiu com 19 textos para o livro. A coleção explora a perspectiva americanista que se consolidou como resultado da Revolução Mexicana. Em 1926, parte para Paris para servir como conselheira do Instituto Internacional de Cooperação Intelectual, o que lhe permitiu estabelecer relações com personalidades da época: Henri Bergson, Madame Curie, Paul Valéry, George Duhamet e François Mauriac, entre outros.
A segunda coletânea de poema sairia em 1924, sob o título de “Ternura”, livro no qual Gabriela pratica uma inovadora "poesia escolar", renovando os gêneros tradicionais da poesia infantil (canções de ninar, cantigas de roda, sussurros...) com uma poética austera e muito depurada.

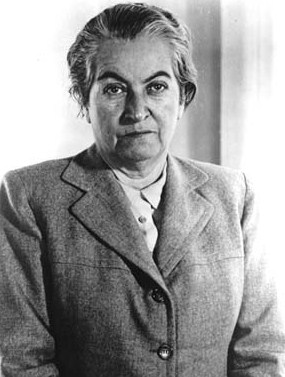
Gabriela Mistral 1946

Publica "Tala", sua terceira coletânea de poemas, em 1938. O título do livro é um nome alegórico que simboliza a colheita. Nesta obra a poetisa aborda temas como a terra, os filhos, a mestiçagem e a cultura indígena. A poetisa atribuiu os direitos autorais às crianças espanholas vítimas da guerra civil.
Durante a Segunda Guerra Mundial residiu na cidade de Petrópolis, no Brasil, onde conheceu o casal Lotte e Stefan Zweig, de quem logo se tornou grande amiga. Os Zweigs cometeram suicídio em 1942. Um ano depois seu filho adotivo, Juan Miguel, conhecido como "Yin-Yin" também cometeria suicídio ao ingerir arsênico, fato que abalou bastante a escritora.
Em 1945, torna-se o primeiro escritor latino-americano a receber o prêmio Nobel de Literatura "por sua poesia lírica, inspirada por fortes emoções, que fez de seu nome um símbolo das aspirações idealistas de todo o mundo latino-americano".
Em 1954 publica "Lagar" , sua quarta coletânea de poemas, pela editora chilena Pacífico. Gabriela se sente satisfeita com esta publicação porque é a primeira vez que uma de suas coletâneas de poemas é lançada primeiramente em seu país natal, o Chile. O título mostra o desejo da autora de retornar ao mundo rural.
Uma das figuras latino-americanas de maior prestígio no cenário humanístico internacional, Mistral passou os últimos vinte anos de sua vida voltada para a escritura de "Poema de Chile" [Poemas do Chile] – obra póstuma que concentra em 77 poemas um retrato variado de seu país, que remete a lugares, flora e fauna do território chileno. O livro está estruturado fazendo paralelo a uma viagem em que ela é a guia e responde às perguntas do seu interlocutor, uma criança que simboliza o povo chileno e a quem ensina, como a professora que sempre foi.

## Prêmio Nobel de Literatura

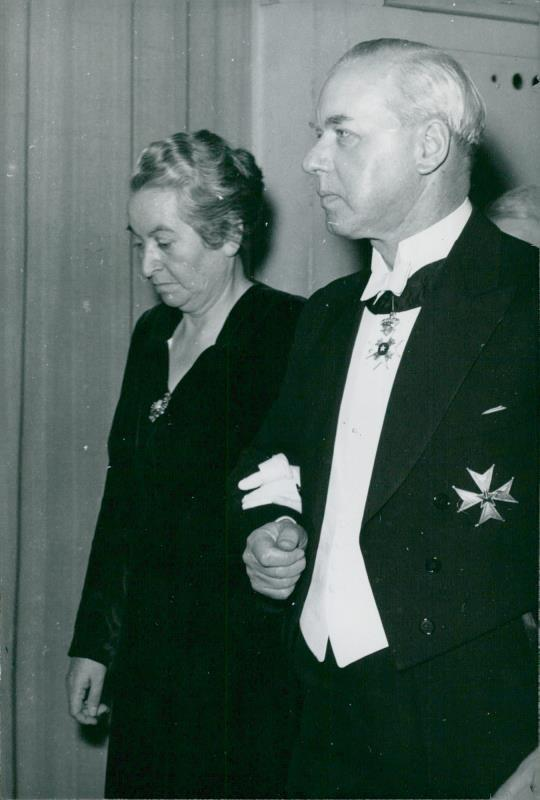
Gabriela Mistral e Anders Österling, durante a cerimônia do Prêmio Nobel de 1945

Em 10 de dezembro de 1945 recebeu o Prêmio Nobel de Literatura das mãos do Rei Gustavo V da Suécia. Com este galardão se converteu no primeiro literato latino-americano a receber o Prêmio. Na cerimônia de entrega, ela foi chamada pela Academia Sueca de "rainha da literatura latino-americana".
No seu discurso de aceitação, Mistral disse: “Neste momento, por um golpe de sorte imerecido, sou a voz direta dos poetas da minha raça e a voz indireta das nobres línguas espanhola e portuguesa." Gabriela residia no Brasil, na cidade de Petropólis, quando recebeu a notícia da honraria.

## Atividade diplomática e internacional
O Prêmio Nobel transformou-a em figura de destaque na literatura internacional e a levou a viajar por todo o mundo e representar seu país em comissões culturais das Nações Unidas, até falecer em 1957 em Hempstead, estado de Nova Iorque, nos Estados Unidos. A notoriedade a obrigou-a a abandonar o ensino para desempenhar diversos cargos diplomáticos na Europa.

## Morte e Legado
Em 10 de janeiro de 1957, Mistral morreu de câncer no pâncreas em um hospital de Hempstead nos Estados Unidos, onde residia há anos. O presidente chileno Carlos Ibañez declarou três dias de luto nacional e mais de 20 delegações das Nações Unidas a homenagearam, incluindo os Estados Unidos.
Quase meio século após a morte de Gabriela Mistral, sua presença ainda é bastante viva em seu país natal, o Chile. Com inúmeras ruas, praças e escolas com seu nome, a primeira latino-americana a receber o Prêmio Nobel de Literatura.
Em 2009, a presidente chilena Michelle Bachelet rebatizou a antiga sede do governo Pinochet como Centro Cultural Gabriela Mistral.

## Vida Pessoal
Gabriela Mistral manteve sua vida pessoal em total sigilo, o que tem gerado muita discussão a respeito de seus relacionamentos pessoais e amorosos.
Aos 15 anos teve um amor platônico com Alfredo Videla Pineda, um homem rico mais de 20 anos mais velho que ela, com quem se correspondeu durante quase um ano e meio.

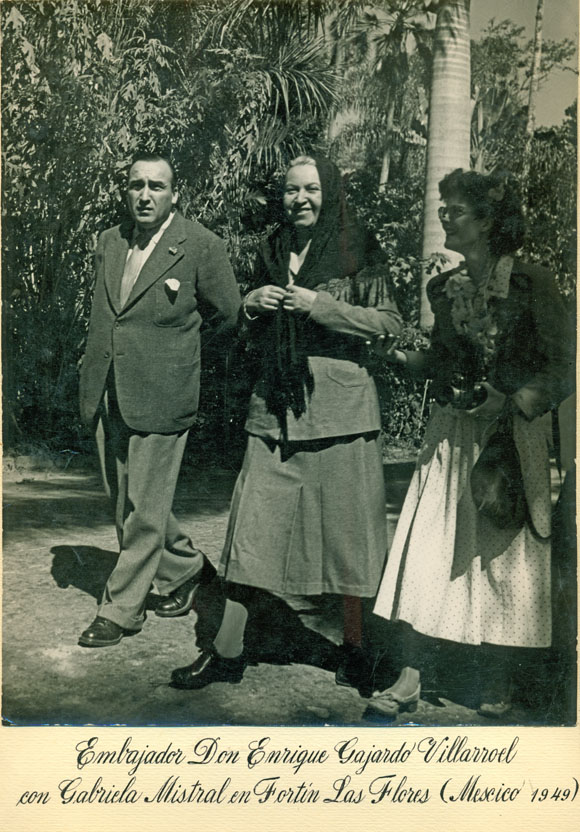
Gabriela Mistral, jutamente com Doris Dana e o Embaixador do Chile, Don Enrique Gajardo

Mistral nunca se casou, mas adotou uma criança, Juan Miguel Godoy (conhecido como "Yin-Yin"), que suicidou-se aos 18 anos em Petrópolis, o que constituiu um duro golpe para Gabriela e deu início a um dos períodos mais sombrios de sua vida.
Uma das questões mais controversas relativamente a Mistral, tanto em vida como após a sua morte, foi o que estava associado ao seu possível lesbianismo . Em seus diários íntimos escritos entre 1945 e 1946, e publicados em 2002, ela rejeitou comentários sobre seu eventual lesbianismo e indica que esse teria sido um dos motivos pelos quais ela deixou o Chile nos últimos anos.
"Do Chile, sem falar. Até me penduraram esse lesbianismo bobo, e isso me dói como um cautério que não sei dizer [...] Você já viu tal falsidade? [...] Você não quer voltar a lugares do mundo onde seus próprios assuntos são transformados em uma história de detetive. Eu não sou um modelo; nem sou uma coisa extraordinária. Eu sou um mulher como qualquer outra chilena."— Gabriela Mistral em Bendita seja minha língua (publicado em 2002).
Na esfera mais íntima existem documentos que refletem uma relação muito íntima com as mulheres. A relação mais debatida é a que teve com 'Doris Dana. Os dois se conheceram em 1949, após se comunicarem por cartas desde 1948. Permaneceram inseparáveis até a morte do poeta em 1957. Em seu testamento, Dana foi nomeada executora e guardou o legado do poeta por mais de cinquenta anos.
Doris Dana, 31 anos mais nova que Mistral, negou explicitamente em sua última entrevista que seu relacionamento com o escritor fosse romântico ou erótico, e o descreveu como o relacionamento entre uma madrasta e sua enteada. Dana negou ser lésbica e, em sua opinião, é improvável que Gabriela Mistral fosse lésbica.
Me arrepia que o povo do Chile, uma cidade que tinha uma pessoa comparável a Sócrates, a Platão, uma cabeça, uma alma tão magnífica, tão espiritual de estatura maravilhosa, só fale se ela era gay [...] se saia com esse ou aquele cara ou se aparece nua em um filme sobre sua vida. Essas pessoas não estão olhando para o que Gabriela realmente foi.— Doris Dana em entrevista a revista Revista El Sábado, em 2002

A correspondência entre a poetisa chileno e a poetisa nova-iorquina está compilada no livro "Niña errante". O Tema ainda gera bastante debate.

## Obras
Entre suas mais significativas obras podemos destacar:
- Desolación, 1922
- Lecturas para Mujeres, 1923
- Ternura, 1924
- Nubes Blancas y Breve Descripción de Chile, 1934
- Tala, 1938
- Antología, 1941
- Lagar, 1954
- Recados Contando a Chile, 1957
- Poema de Chile, 1967

Tradução para o português:
- Poesias Escolhidas. Rio de Janeiro: Delta, 1969.[17]

Alguns de seus poemas mais conhecidos são:
- Sonetos de la Muerte
- Piececitos de Niño
- Balada
- Todas íbamos a ser Reinas
- La Oración de la Maestra
- El Ángel Guardián
- Decálogo del Artista
- La Flor del Aire
- Comer, Comer
- Yo e tú